# Silene villosula
Silene villosula är en nejlikväxtart som först beskrevs av Ernst Rudolf von Trautvetter, och fick sitt nu gällande namn av V.V. Petrovsky och Elven. Silene villosula ingår i släktet glimmar, och familjen nejlikväxter. Inga underarter finns listade i Catalogue of Life.